# Jehuda Gil'ad (politik)
Jehuda Gil'ad (hebrejsky: יהודה גלעד) je izraelský rabín, politik a bývalý poslanec Knesetu za Jeden Izrael.

## Biografie
Narodil se 30. srpna 1955 v Brazílii. Později přesídlil do Izraele. Sloužil v izraelské armádě, kde získal hodnost kapitána (Seren). Získal odborné vzdělání v oboru pedagogiky. Pracoval jako rabín a ředitel ješivy. Hovoří hebrejsky a anglicky.

## Politická dráha
V letech 1990–1992 působil jako vyslanec Židovské agentury a hnutí Bnej Akiva v Londýně. Zabýval se překonáváním rozdílů mezi sekulární a náboženskou mládeží. Byl členem institutu Rabin Center for Israel Research. Od roku 2000 byl předsedou sekretariátu strany Mejmad. Je jedním z tvůrců prohlášení Amanat Kineret.
V izraelském parlamentu zasedl po volbách v roce 1999, kdy kandidoval za střechovou organizaci Jeden Izrael, do které se v té době sloučilo několik politických subjektů včetně jeho domovské strany Mejmad. Mandát ale získal až dodatečně v červnu 2002 jako náhradník za rezignujícího poslance Maxima Levyho. Po několik měsíců zbývajících do konce funkčního období se v parlamentu zapojil do činnosti výboru práce, sociálních věcí a zdravotnictví a výboru pro vzdělávání a kulturu. Ve volbách v roce 2003 mandát neobhájil.